# Bernd Langer
Bernd Langer (* 1960 in Bad Lauterberg) ist ein früherer Angehöriger der autonomen Szene, Künstler und Autor.

## Leben
Langer ist seit 1977 mit der autonomen Szene verbunden. In der Vergangenheit war seine Vorgehensweise aggressiv und gewaltsam. Weiterhin beteiligte er sich an der Organisierung der autonomen Antifa-Bewegung in Bad Lauterberg, im Westharz, im Eichsfeld und in Göttingen und Umgebung.
Daneben spielte die Kunst in seinem Leben eine große Rolle. Zusammen mit anderen initiierte er Mitte der 1980er Jahre KuK (Kunst und Kampf), eine Initiative, die einen neuen Kunstbegriff propagierte und in deren Rahmen überwiegend Plakate, aber auch Ölgemälde entstanden, die von Staatsschutzorganen zunehmend verfolgt wurden.
Ende der 1980er setzte sich Langer für die Entwicklung einer Bündnispolitik von Autonomen mit etablierten politischen Organisationen (Gewerkschaften, Die Grünen usw.) ein. Bundesweit wirkte er von 1981 bis 1989 in der Norddeutschen Antifa-Koordination mit, aus der die erste bundesweite Antifa-Struktur entstand. In den 1990er Jahren war er bekanntes Mitglied der Autonomen Antifa (M) in Göttingen, die ein Teil der Antifaschistischen Aktion/Bundesweite Organisation (AA/BO) war. 1995 war er einer von 17 Angeklagten in einem Verfahren gegen die Autonome Antifa (M) wegen Bildung von bzw. Werbung für eine kriminelle oder terroristische Vereinigung (§129 bzw. §129a StGB). Das Verfahren war das damals größte, das in der Bundesrepublik gegen die linke Szene geführt wurde. Die Ermittlungen und die Anklage basierten u. a. auf einem Plakat von KuK und wurden erst 1996 nach einem Vergleich mit der Staatsanwaltschaft eingestellt.
Seit 2001 lebt Langer in Berlin. Einen Schwerpunkt seines Wirkens bildeten in den letzten Jahren die Auseinandersetzungen mit der Geschichte der revolutionären, antifaschistischen Bewegung, ebenso wie die Kunst sein zentrales Anliegen bleibt.
Unter anderem trat er 2007 bei der Initiative „48 Stunden Neukölln“ mit einer Ausstellung seiner Ölgemälde in Erscheinung. Weitere Ausstellungen fanden 2009 in der Ladengalerie der Jungen Welt und im Kunsthaus Tacheles in Berlin statt.
1997 erschien sein Buch „Kunst als Widerstand“, in dem die Arbeiten von KuK und ihre Verfolgung dokumentiert sind. 2004 folgte Bernd Langers autobiographischer Roman „Operation 1653 - Stay rude, stay rebel“. Im September 2009 kam der Katalog zur Ausstellung „Die Kunst geht weiter“ im Tacheles heraus. Sein Buch „Revolution und bewaffnete Aufstände in Deutschland 1918 - 1923“ ist seit März 2010 erhältlich.
Im September 2015 wurde Bernd Langer wegen Billigung einer Straftat und Störung des öffentlichen Friedens zu einer Geldstrafe von 500 Euro verurteilt. In einem Interview hatte er einen 1994 begangenen Anschlag auf die neu-rechte Wochenzeitung Junge Freiheit als „eine Superaktion“ bezeichnet. Langer kündigte an, in Berufung zu gehen.
Im Dezember 2017 wurde Bernd Langer letztinstanzlich vom Berliner Kammergericht freigesprochen.
Bernd Langer meldet sich auch in tagespolitischen Medien zu Wort, so in der jungen Welt, der taz oder dem Neuen Deutschland.

## Veröffentlichungen
- Kunst als Widerstand. Plakate, Ölbilder, Aktionen, Texte der Initiative Kunst und Kampf. Pahl-Rugenstein, Bonn 1997, ISBN 3-89144-240-8 (englische Übersetzung unter dem Titel Art as Resistance [...] Aktiv-Druck und Verlag, Göttingen 1998, ISBN 3-932210-03-4)
- Operation 1653. Stay rude - stay rebel. Plättners, Berlin 2004, ISBN 3-9808807-0-2
- Kampf. Zeugnisse aus dem autonomen Widerstand. Hörbuch „Operation 1653“, Bilder-Galerie und Video. Aktiv-Druck und Verlag, Göttingen 2005, ISBN 3-932210-02-6 (Elektronische Ressource, bestehend aus einer Audio-CD/CD-ROM und einer Video-CD)
- Die Kunst geht weiter : Der Blick zurück nach vorn. Plakate, Gemälde, Aktionen. Verlag Tacheles, Berlin 2009, ISBN 978-3-9812503-9-8
- Revolution und bewaffnete Aufstände in Deutschland 1918-1923, Aktiv-Druck und Verlag, Göttingen 2009, ISBN 978-3-932210-07-5
- 80 Jahre Antifaschistische Aktion, Verein zur Förderung antifaschistischer Kultur e. V., Göttingen 2012
- Haben wir alles richtig gemacht? Interview zum Widerstand im KZ Buchenwald mit Paul Grünewald, CD, Berlin 2013
- Antifaschistische Aktion - Geschichte einer linksradikalen Bewegung, UNRAST-Verlag, Münster 2014, ISBN 978-3-89771-574-5
- Art as resistance - the American Issue. Posters, Oil Paintings, Actions, Texts from the German projekt Kunst und Kampf (Art and Struggle),  Little Black Card, Berkeley/USA 2015, neu übersetzte und aktualisierte Ausgabe
- Antifaschistische Aktion - Geschichte einer linksradikalen Bewegung, 2. aktualisierte und erweiterte Auflage, UNRAST-Verlag, Münster 2015, ISBN 978-3-89771-581-3
- Kunst und Kampf, UNRAST-Verlag, Münster 2016, ISBN 978-3-89771-582-0
- Die Flamme der Revolution. Deutschland 1918/19, UNRAST-Verlag, Münster 2018, ISBN 978-3-89771-234-8
- Antifa : histoire du mouvement antifasciste allemand / Bernd Langer ; traduit de l'allemand par Sarah Berg, Montreuil 2018, ISBN 978-2-37729-050-5
- Antifaschistische Aktion - Geschichte einer linksradikalen Bewegung, 3. aktualisierte und erweiterte Auflage, UNRAST-Verlag, Münster 2018, ISBN 978-3-89771-259-1
- Der Matrosenaufstand 1918 in Kiel, Oktober 2018, 16-seitige Broschüre, durchgehend mit Comic-Illustrationen versehen
- Alle Macht den Räten - 100 Jahre Berliner Januaraufstand, 40-seitige Broschüre, Berlin 2019, DNB 1174923385
- Leipzig, März 1920: Kampf gegen den Kapp-Putsch, 34-seitige Broschüre, Leipzig 2020, DNB 1206372605
- Cottbus, März 1920: Der Widerstand gegen den Kapp-Putsch in der Niederlausitz, 36-seitige, illustrierte Broschüre, Cottbus 2020, DNB 1207553379
- Im Glauben an die Weltrevolution: Die Märzrevolte 1921, 111 Seiten, Erfurt 2022, DNB 1282645331
- Antifaschistische Aktion, Band 1: Geschichte einer linksradikalen Bewegung, 4., aktualisierte und erweiterte Auflage, 408 Seiten, Münster März 2023, ISBN 978-3-89771-180-8.
- Antifaschistische Aktion, Band 2: Von der Geschichte in die Gegenwart, 384 Seiten, Münster, 2024, ISBN 978-3-89771-363-5.